# Sergio Giordani (imprenditore)
Sergio Giordani (Padova, 10 maggio 1953) è un politico e dirigente sportivo italiano, sindaco di Padova dal 28 giugno 2017 e presidente dell'omonima Provincia dal 10 settembre 2022.

## Biografia

Giordani nel periodo da presidente del Calcio Padova.

### Carriera imprenditoriale
Ha conseguito il diploma di perito elettrotecnico all'istituto "ITT Guglielmo Marconi" di Padova. È presidente, amministratore delegato e cofondatore di Trops S.p.A., società che controlla una rete di negozi di abbigliamento sportivo a livello nazionale (marchio principale Non Solo Sport). È stato Consigliere Delegato di Aspiag Service S.r.l. (società della grande distribuzione concessionaria del marchio SPAR e relative insegne per il Nord-Est). Inoltre è presidente di Padova Container Service S.r.l. ed è stato presidente di Interporto Padova S.p.A. sino alla sua candidatura a sindaco.
Ha ricoperto incarichi nella Camera di Commercio di Padova in PadovaFiere S.p.A. e nell'Aeroporto Civile di Padova.

### Nel calcio
Nella stagione 1986-1987 entra nel consiglio di amministrazione del Calcio Padova come consigliere delegato. Nel 1990 ne diventa vicepresidente mentre nel 1994 con l'approdo in Serie A ne diventa il presidente fino al 1996.

### Sindaco di Padova
Nel gennaio 2017, annuncia la sua candidatura a sindaco di Padova. Al primo turno delle elezioni amministrative in Italia del 2017 sostenuto da una coalizione di centro-sinistra formata da Partito Democratico, Area Civica (Alternativa Popolare), Socialisti Europei-La Sinistra per Giordani e dalle liste civiche Giordani Sindaco, Padova Bene Comune e Padova è ottiene il 29.2% dei consensi al primo turno e, il 26 giugno 2017, diventa sindaco sconfiggendo al ballottaggio il sindaco uscente Massimo Bitonci con il 51,8% dei consensi contro il 48,2% dello sfidante leghista. Il 7 luglio successivo presenta la sua giunta che si compone di 4 donne e 6 uomini.
Ricandidatosi per le amministrative del 2022, viene rieletto al primo turno con il 58,4% dei voti contro il candidato di centro-destra Francesco Peghin.
Nel settembre successivo viene anche eletto presidente della Provincia di Padova.